# Programa Nacional de Humanização da Assistência Hospitalar
O Programa Nacional de Humanização da Assistência Hospitalar (PNHAH) foi um programa da Secretaria de Assistência à Saúde, do Ministério da Saúde brasileiro, com duração de 2000 até 2002.
O Programa Nacional de Humanização Hospitalar propunha um conjunto de ações integradas que visavam mudar substancialmente o padrão de assistência ao usuário nos hospitais públicos do Brasil, melhorando a qualidade e a eficácia dos serviços hoje prestados por estas instituições.
A primeira etapa deste programa foi a realização de um projeto piloto, implementado em dez hospitais distribuídos em várias regiões do Brasil, situados em diferentes realidades socioculturais, e que possuíam diferentes portes, perfis de serviços e modelos de gestão.
O Programa Nacional de Humanização da Assistência Hospitalar foi apresentado em Brasília, no dia 24 de maio de 2000, para convidados representativos das mais variadas instâncias da área da saúde, tais como Secretarias Estaduais e Municipais de Saúde, dirigentes de Hospitais e Universidades, representantes dos usuários, Conselhos de Saúde e Conselhos de Classe. Com a aprovação do Programa pelo Ministro da Saúde, o Comitê escolheu um grupo de profissionais de reconhecida capacidade técnica para desenvolver o projeto piloto (BRASIL, 2007).
O trabalho em cada hospital foi desenvolvido por dois profissionais, com o acompanhamento de uma equipe de supervisores, coordenada pelo Comitê de Humanização.
Os principais objetivos do projeto piloto foram:
1. deflagrar um processo de humanização dos serviços, de forma vigorosa e profunda, processo esse destinado a provocar mudanças progressivas, sólidas e permanentes na cultura de atendimento à saúde, em benefício tanto dos usuários-clientes quanto dos profissionais;
2. produzir um conhecimento específico acerca destas instituições, sob a ótica da humanização do atendimento, de forma a colher subsídios que favoreçam a disseminação da experiência para os demais hospitais que integram o serviço de saúde pública no Brasil (BRASIL, 2007).

## Aprimoramento
No início de 2003, o Programa Nacional de Humanização da Assistência Hospitalar (PNHAH) tornou-se a Política Nacional da Humanização (PNH), devendo estar presente em todas as ações da saúde. A PNH deve se fazer presente e estar inserida em todas as políticas e programas do SUS. Promover a comunicação entre estes três grupos pode provocar uma série de debates em direção a mudanças que proporcionem melhor forma de cuidar e novas formas de organizar o trabalho.